# Gießenbach (Kieferbach)
Der Gießenbach ist ein Bach in Deutschland. Er entspringt im Quellgebiet Hirschlacke zwischen dem Kleinen Unterberg und dem Unterberger Joch und mündet westlich von Kiefersfelden in den Klausenbach.
Am Oberlauf des Gießenbachs befinden sich an der Schreckalm der denkmalgeschützte Grandlkaser und das Naturfreundehaus Gießenbachhütte.
Der Gießenbach durchfließt drei Klammen: Vordere, Mittlere und Hintere Gießenbachklamm.
Unterhalb der Schopperalm wird er durch eine Staumauer aufgestaut. Durch ein Druckrohr wird der größte Teil des Wassers zum tiefergelegenen Kleinkraftwerk Gießenbach (Baujahr 1910) geleitet. Das restliche Wasser fließt durch die rund 350 Meter lange Vordere Gießenbachklamm.
Der Name ist nicht original zu Giessen (= langsam fließendes Gewässer), sondern 1530 als Diessenpach urkundlich (dann Diesbach u. ä.), und wurde erst später falsch umgedeutet.